# Пол Хоуган
Пол Хоган (на английски език Paul Hogan) е австралийски актьор и сценарист, комик , добил световна популярност с ролята на Дънди Крокодила от едноименния филм, за която си роля печели „Златен глобус“, през 1987 година.

## Биография
Роден е на 8 октомври 1939 г. в Лайтнинг Ридж, Нов Южен Уелс, Австралия, и живее там, преди да замине за Сидни, където работи като бояджия на моста над залива в Сидни. Става известен, след като дава едно комедийно интервю за телевизионното шоу „Today Tonight“.
Малко по-късно комерсиализира своя талант, правейки свое собствено комедийно шоу със скечове, наречено „Шоуто на Пол Хоган“, на което е продуцент, ко-сценарист и играе някои от персонажите (заедно с актьора Джон Корнел). Шоуто, което се излъчва в продължение на 60 епизода в периода между 1973 и 1984 г., е много популярно в родината си и във Великобритания, демонстрира като запазена марка приятен и безгрижен хумор. През 1985 г. е награден с престижната награда „Австралиец на годината“, и е награден с Орден на Австралия.
Пол Хоган прави изключително успешна реклама на марката цигари „Уинфийлд“ през 70-те години на ХХ век. Кампанията на тази марка води до пазарен дял от нула до лидер на пазара в рамките на няколко години и Хоган става тясно свързан с този продукт.
В началото на 80-те години, Хоган заснема серия от телевизионни реклами, насърчаващи австралийската туристическа индустрия, която се излъчва в САЩ.

## Филмов пробив
Първият филм на Пол е приключенската комедия „Дънди Крокодила“ (на английски език – Crocodile Dundee), в който той играе ролята на австралийски ловец, е частично финансиран от Пол Хоган и от група частни инвеститори, включително предприемача Кери Пакър, и професионалните играчи на крикет Грег Чапъл, Денис Лайли и Род Марш. Хоган също така е автор на сценария.
Комедията става най-успешния австралийски филм в историята, и дава начало на международната филмова кариера на Пол.
Благодарение на отличната си игра във филма, Пол печели „Златен глобус“ за „най-добър актьор в мюзикъл или комедия“, както и номинация за академична награда „Оскар“ за „най-добър оригинален сценарий“, две БАФТА номинации (по един за „най-добър актьор“, и за „най-добър оригинален сценарий“).
След успеха на „Дънди Крокодила“, Хоган е звезда и в продължението на филма „Дънди Крокодила 2“ (1988), и участва в други филми като: „Ангел“, „Flipper“, „Джак Светкавица“ и „Дънди Крокодила в Лос Анджелис“.
В началото на 2000 г. Хоган сключва договор с японската автомобилна компания Субару, презентирайки автомобилите на компанията с висока проходимост.
През октомври 2008 г. Хоган заснема нов филм в Австралия, в който участват още Дийн Мърфи и Шейн Джейкъбсън. Филмът се казва „Чарли и обувките“, и е заснет в района Ечука, намиращ се в щата Виктория, както и в околните райони.

## Избрана филмография
| година | филм                           | оригинално заглавие             | роля                          | режисьор     |
| ------ | ------------------------------ | ------------------------------- | ----------------------------- | ------------ |
| 1986   | Дънди Крокодила                | Crocodile Dundee                | Майкъл Джей (Крокодила) Дънди | Питър Фейман |
| 1988   | Дънди Крокодила 2              | Crocodile Dundee II             | Майкъл Джей (Крокодила) Дънди | Джон Корнел  |
| 2001   | Дънди Крокодила в Лос Анджелис | Crocodile Dundee in Los Angeles | Майкъл Джей (Крокодила) Дънди | Симон Уинсър |